# Claude Brugerolles
Claude Brugerolles (15 de agosto de 1931 — 21 de novembro de 1978) foi um ciclista de pista francês que representou França nos Jogos Olímpicos de Verão de 1952, onde terminou em quarto lugar na perseguição por equipes de 4 km.